# Halászkunyhó Varengeville szikláin
A Halászkunyhó Varengeville szikláin című képet Claude Monet festette 1882-ben.

## Története
Monet 1881-1882-ben a nyarakat a La Manche partján töltötte, Dieppe közelében. Számos képet festett Pourville és Varengeville környékén. Témául szívesen választotta azokat a kőházakat, amelyeket a napóleoni korszakban építettek, hogy onnan megfigyeljék a tengerszoros hajóforgalmát. Abban az időben, amikor Monet a környéken dolgozott, halászok használták raktárként az épületeket.
A vászon 60,6 x 81,6 centiméteres. A művész feltehetően 1882 októberében adta el a párizsi Paul Durand-Ruel műlereskedőnek, akitől a kép a következő év augusztusában a Galerie Georges Petit-hez került, majd Georges de Porto-Riche francia író tulajdonolta. A kép visszajutott Durand-Ruelhez, aki 1890. július 4-én eladta Annette Perkins Rogersnek, akinek halála után, 1921-ben a kép a bostoni szépművészeti múzeum (Museum of Fine Arts Boston) gyűjteményének rész lett.
A múzeum leírása szerint az ajtó és a két oldalán lévő ablakok antropomorfizálják, vagyis emberi tulajdonságokkal ruházzák fel a halászkunyhót, mivel úgy néznek ki, mint egy orr és két szem. Láthatjuk a kunyhót, de nem érhetjük el, nem vezet ösvény hozzá. Valójában csak annyit tehetünk, hogy csodáljuk a tengert. A La Manche, üdülőhajókkal pöttyözve, a messzeségben ragyog. A kunyhó, különösen a tető, narancsszín árnyalatot kapott, amilyen akár a valóságban is lehetett, de a képen élesen ellenpontozza a horizonton látható víz kékjét  – írták.